# Gran Premio di superbike di Losail 2019
Il Gran Premio di superbike di Losail 2019 è stato la tredicesima e ultima prova del campionato mondiale Superbike 2019, disputato il 25 e 26 ottobre sul circuito di Losail, in gara 1 ha visto la vittoria di Jonathan Rea davanti a Chaz Davies e Alex Lowes, la gara Superpole è stata vinta da Jonathan Rea davanti a Álvaro Bautista e Alex Lowes, lo stesso pilota si è ripetuto anche in gara 2, davanti a Chaz Davies e Álvaro Bautista. Il titolo iridato piloti era già stato assegnato con largo anticipo al britannico Jonathan Rea.
La vittoria nella gara valevole per il campionato mondiale Supersport 2019 è stata ottenuta da Lucas Mahias; il titolo iridato della categoria è stato appannaggio dello svizzero Randy Krummenacher.
L'ultima gara del campionato mondiale Supersport 300 2019 è stata vinta da Scott Deroue.

## Risultati

### Gara 1

#### Arrivati al traguardo
| Pos. | Nº | Pilota                | Squadra                    | Motocicletta         | Giri | Tempo     | Griglia | Punti |
| ---- | -- | --------------------- | -------------------------- | -------------------- | ---- | --------- | ------- | ----- |
| 1º   | 1  | Jonathan Rea          | Kawasaki Racing            | Kawasaki ZX-10RR     | 17   | 33'34.518 | 1º      | 25    |
| 2º   | 7  | Chaz Davies           | Aruba.it Racing - Ducati   | Ducati Panigale V4 R | 17   | +2.732    | 12º     | 20    |
| 3º   | 22 | Alex Lowes            | Pata Yamaha                | Yamaha YZF R1        | 17   | +5.423    | 2º      | 16    |
| 4º   | 19 | Álvaro Bautista       | Aruba.it Racing - Ducati   | Ducati Panigale V4 R | 17   | +8.043    | 7º      | 13    |
| 5º   | 91 | Leon Haslam           | Kawasaki Racing            | Kawasaki ZX-10RR     | 17   | +17.720   | 6º      | 11    |
| 6º   | 60 | Michael van der Mark  | Pata Yamaha                | Yamaha YZF R1        | 17   | +17.738   | 8º      | 10    |
| 7º   | 76 | Loris Baz             | Ten Kate Racing - Yamaha   | Yamaha YZF R1        | 17   | +18.176   | 5º      | 9     |
| 8º   | 28 | Markus Reiterberger   | BMW Motorrad               | BMW S1000 RR         | 17   | +20.479   | 9º      | 8     |
| 9º   | 50 | Eugene Laverty        | Team Goeleven              | Ducati Panigale V4 R | 17   | +24.500   | 16º     | 7     |
| 10º  | 2  | Leon Camier           | Moriwaki Althea Honda      | Honda CBR1000RR      | 17   | +29.320   | 13º     | 6     |
| 11º  | 54 | Toprak Razgatlıoğlu   | Turkish Puccetti Racing    | Kawasaki ZX-10RR     | 17   | +33.166   | 10º     | 5     |
| 12º  | 33 | Marco Melandri        | GRT Yamaha                 | Yamaha YZF R1        | 17   | +34.673   | 17º     | 4     |
| 13º  | 21 | Michael Ruben Rinaldi | Barni Racing               | Ducati Panigale V4 R | 17   | +42.661   | 15º     | 3     |
| 14º  | 23 | Ryūichi Kiyonari      | Moriwaki Althea Honda      | Honda CBR1000RR      | 17   | +50.020   | 18º     | 2     |
| 15º  | 52 | Alessandro Delbianco  | Althea Mie Racing          | Honda CBR1000RR      | 17   | +54.485   | 19º     | 1     |
| 16º  | 9  | Dominic Schmitter     | iXS Racing powered by YART | Yamaha YZF R1        | 17   | +1'08.582 | 20º     |       |

#### Ritirati
| Nº | Pilota          | Squadra                  | Motocicletta     | Giri | Griglia |
| -- | --------------- | ------------------------ | ---------------- | ---- | ------- |
| 36 | Leandro Mercado | Orelac Racing VerdNatura | Kawasaki ZX-10RR | 6    | 11º     |
| 11 | Sandro Cortese  | GRT Yamaha               | Yamaha YZF R1    | 5    | 3º      |
| 66 | Tom Sykes       | BMW Motorrad             | BMW S1000 RR     | 1    | 4º      |
| 81 | Jordi Torres    | Team Pedercini Racing    | Kawasaki ZX-10RR | 0    | 14º     |

### Gara Superpole

#### Arrivati al traguardo
| Pos. | Nº | Pilota               | Squadra                    | Motocicletta         | Giri | Tempo     | Griglia | Punti |
| ---- | -- | -------------------- | -------------------------- | -------------------- | ---- | --------- | ------- | ----- |
| 1º   | 1  | Jonathan Rea         | Kawasaki Racing            | Kawasaki ZX-10RR     | 10   | 19'41.833 | 1º      | 12    |
| 2º   | 19 | Álvaro Bautista      | Aruba.it Racing - Ducati   | Ducati Panigale V4 R | 10   | +2.027    | 7º      | 9     |
| 3º   | 22 | Alex Lowes           | Pata Yamaha                | Yamaha YZF R1        | 10   | +5.143    | 2º      | 7     |
| 4º   | 91 | Leon Haslam          | Kawasaki Racing            | Kawasaki ZX-10RR     | 10   | +5.303    | 6º      | 6     |
| 5º   | 7  | Chaz Davies          | Aruba.it Racing - Ducati   | Ducati Panigale V4 R | 10   | +6.615    | 12º     | 5     |
| 6º   | 60 | Michael van der Mark | Pata Yamaha                | Yamaha YZF R1        | 10   | +9.744    | 8º      | 4     |
| 7º   | 76 | Loris Baz            | Ten Kate Racing - Yamaha   | Yamaha YZF R1        | 10   | +9.804    | 5º      | 3     |
| 8º   | 11 | Sandro Cortese       | GRT Yamaha                 | Yamaha YZF R1        | 10   | +10.223   | 3º      | 2     |
| 9º   | 50 | Eugene Laverty       | Team Goeleven              | Ducati Panigale V4 R | 10   | +15.236   | 16º     | 1     |
| 10º  | 33 | Marco Melandri       | GRT Yamaha                 | Yamaha YZF R1        | 10   | +15.770   | 17º     |       |
| 11º  | 36 | Leandro Mercado      | Orelac Racing VerdNatura   | Kawasaki ZX-10RR     | 10   | +17.557   | 11º     |       |
| 12º  | 66 | Tom Sykes            | BMW Motorrad               | BMW S1000 RR         | 10   | +18.981   | 4º      |       |
| 13º  | 2  | Leon Camier          | Moriwaki Althea Honda      | Honda CBR1000RR      | 10   | +19.933   | 13º     |       |
| 14º  | 81 | Jordi Torres         | Team Pedercini Racing      | Kawasaki ZX-10RR     | 10   | +20.060   | 14º     |       |
| 15º  | 28 | Markus Reiterberger  | BMW Motorrad               | BMW S1000 RR         | 10   | +21.805   | 9º      |       |
| 16º  | 23 | Ryūichi Kiyonari     | Moriwaki Althea Honda      | Honda CBR1000RR      | 10   | +29.458   | 18º     |       |
| 17º  | 9  | Dominic Schmitter    | iXS Racing powered by YART | Yamaha YZF R1        | 10   | +40.175   | 20º     |       |
| 18º  | 52 | Alessandro Delbianco | Althea Mie Racing          | Honda CBR1000RR      | 10   | +40.203   | 19º     |       |

#### Ritirati
| Nº | Pilota                | Squadra                 | Motocicletta         | Giri | Griglia |
| -- | --------------------- | ----------------------- | -------------------- | ---- | ------- |
| 21 | Michael Ruben Rinaldi | Barni Racing            | Ducati Panigale V4 R | 5    | 15º     |
| 54 | Toprak Razgatlıoğlu   | Turkish Puccetti Racing | Kawasaki ZX-10RR     | 0    | 10º     |

### Gara 2

#### Arrivati al traguardo
| Pos. | Nº | Pilota                | Squadra                  | Motocicletta         | Giri | Tempo     | Griglia | Punti |
| ---- | -- | --------------------- | ------------------------ | -------------------- | ---- | --------- | ------- | ----- |
| 1º   | 1  | Jonathan Rea          | Kawasaki Racing          | Kawasaki ZX-10RR     | 17   | 33'34.809 | 1º      | 25    |
| 2º   | 7  | Chaz Davies           | Aruba.it Racing - Ducati | Ducati Panigale V4 R | 17   | +2.978    | 5º      | 20    |
| 3º   | 19 | Álvaro Bautista       | Aruba.it Racing - Ducati | Ducati Panigale V4 R | 17   | +3.100    | 2º      | 16    |
| 4º   | 22 | Alex Lowes            | Pata Yamaha              | Yamaha YZF R1        | 17   | +12.473   | 3º      | 13    |
| 5º   | 54 | Toprak Razgatlıoğlu   | Turkish Puccetti Racing  | Kawasaki ZX-10RR     | 17   | +14.346   | 12º     | 11    |
| 6º   | 50 | Eugene Laverty        | Team Goeleven            | Ducati Panigale V4 R | 17   | +15.109   | 9º      | 10    |
| 7º   | 60 | Michael van der Mark  | Pata Yamaha              | Yamaha YZF R1        | 17   | +15.625   | 6º      | 9     |
| 8º   | 76 | Loris Baz             | Ten Kate Racing - Yamaha | Yamaha YZF R1        | 17   | +16.020   | 7º      | 8     |
| 9º   | 91 | Leon Haslam           | Kawasaki Racing          | Kawasaki ZX-10RR     | 17   | +17.854   | 4º      | 7     |
| 10º  | 11 | Sandro Cortese        | GRT Yamaha               | Yamaha YZF R1        | 17   | +18.332   | 8º      | 6     |
| 11º  | 36 | Leandro Mercado       | Orelac Racing VerdNatura | Kawasaki ZX-10RR     | 17   | +22.254   | 13º     | 5     |
| 12º  | 66 | Tom Sykes             | BMW Motorrad             | BMW S1000 RR         | 17   | +22.387   | 10º     | 4     |
| 13º  | 81 | Jordi Torres          | Team Pedercini Racing    | Kawasaki ZX-10RR     | 17   | +28.179   | 15º     | 3     |
| 14º  | 28 | Markus Reiterberger   | BMW Motorrad             | BMW S1000 RR         | 17   | +29.487   | 11º     | 2     |
| 15º  | 21 | Michael Ruben Rinaldi | Barni Racing             | Ducati Panigale V4 R | 17   | +32.586   | 16º     | 1     |
| 16º  | 2  | Leon Camier           | Moriwaki Althea Honda    | Honda CBR1000RR      | 17   | +35.726   | 14º     |       |
| 17º  | 33 | Marco Melandri        | GRT Yamaha               | Yamaha YZF R1        | 17   | +40.549   | 17º     |       |
| 18º  | 23 | Ryūichi Kiyonari      | Moriwaki Althea Honda    | Honda CBR1000RR      | 17   | +44.844   | 18º     |       |

#### Ritirati
| Nº | Pilota               | Squadra                    | Motocicletta    | Giri | Griglia |
| -- | -------------------- | -------------------------- | --------------- | ---- | ------- |
| 9  | Dominic Schmitter    | iXS Racing powered by YART | Yamaha YZF R1   | 5    | 20º     |
| 52 | Alessandro Delbianco | Althea Mie Racing          | Honda CBR1000RR | 2    | 19º     |

### Supersport

#### Arrivati al traguardo
| Pos. | Nº | Pilota              | Squadra                      | Motocicletta     | Giri | Tempo     | Griglia | Punti |
| ---- | -- | ------------------- | ---------------------------- | ---------------- | ---- | --------- | ------- | ----- |
| 1º   | 44 | Lucas Mahias        | Kawasaki Puccetti Racing     | Kawasaki ZX-6R   | 15   | 30'43.175 | 5º      | 25    |
| 2º   | 16 | Jules Cluzel        | GMT94 Yamaha                 | Yamaha YZF R6    | 15   | +0.868    | 3º      | 20    |
| 3º   | 32 | Isaac Viñales       | Kallio Racing                | Yamaha YZF R6    | 15   | +3.332    | 8º      | 16    |
| 4º   | 64 | Federico Caricasulo | Bardahl Evan Bros.           | Yamaha YZF R6    | 15   | +8.033    | 1º      | 13    |
| 5º   | 21 | Randy Krummenacher  | Bardahl Evan Bros.           | Yamaha YZF R6    | 15   | +8.430    | 2º      | 11    |
| 6º   | 94 | Corentin Perolari   | GMT94 Yamaha                 | Yamaha YZF R6    | 15   | +8.482    | 4º      | 10    |
| 7º   | 3  | Raffaele De Rosa    | MV Agusta Reparto Corse      | MV Agusta F3 675 | 15   | +9.527    | 14º     | 9     |
| 8º   | 78 | Hikari Ōkubo        | Kawasaki Puccetti Racing     | Kawasaki ZX-6R   | 15   | +9.670    | 6º      | 8     |
| 9º   | 11 | Kyle Smith          | Team Pedercini Racing        | Kawasaki ZX-6R   | 15   | +11.533   | 9º      | 7     |
| 10º  | 86 | Ayrton Badovini     | Team Pedercini Racing        | Kawasaki ZX-6R   | 15   | +16.242   | 7º      | 6     |
| 11º  | 56 | Péter Sebestyén     | CIA Landlord Insurance Honda | Honda CBR600RR   | 15   | +16.249   | 13º     | 5     |
| 12º  | 36 | Thomas Gradinger    | Kallio Racing                | Yamaha YZF R6    | 15   | +25.440   | 10º     | 4     |
| 13º  | 95 | Jules Danilo        | CIA Landlord Insurance Honda | Honda CBR600RR   | 15   | +25.557   | 11º     | 3     |
| 14º  | 38 | Hannes Soomer       | MPM WILSport Racedays        | Honda CBR600RR   | 15   | +26.727   | 18º     | 2     |
| 15º  | 30 | Glenn van Straalen  | EAB Racing                   | Kawasaki ZX-6R   | 15   | +35.186   | 15º     | 1     |
| 16º  | 2  | Brad Jones          | Team Toth                    | Yamaha YZF R6    | 15   | +37.474   | 19º     |       |
| 17º  | 29 | Saeed Al Sulaiti    | QMMF Racing                  | Yamaha YZF R6    | 15   | +39.371   | 12º     |       |
| 18º  | 4  | Christian Stange    | Gemar - Ciociaria Corse      | Honda CBR600RR   | 15   | +42.438   | 17º     |       |
| 19º  | 47 | Rob Hartog          | Hartog - Against Cancer      | Kawasaki ZX-6R   | 15   | +44.300   | 21º     |       |
| 20º  | 31 | Daniel Valle        | MS Racing                    | Yamaha YZF R6    | 15   | +44.402   | 16º     |       |
| 21º  | 10 | Nacho Calero        | Orelac Racing VerdNatura     | Kawasaki ZX-6R   | 15   | +49.832   | 22º     |       |
| 22º  | 53 | Gianluca Sconza     | Gemar - Ciociaria Corse      | Honda CBR600RR   | 15   | +1'30.919 | 23º     |       |

#### Ritirato
| Nº | Pilota                | Squadra               | Motocicletta   | Giri | Griglia |
| -- | --------------------- | --------------------- | -------------- | ---- | ------- |
| 74 | Jaimie van Sikkelerus | MPM WILSport Racedays | Honda CBR600RR | 9    | 20º     |

### Supersport 300

#### Arrivati al traguardo
| Pos. | Nº | Pilota                | Squadra                                  | Motocicletta       | Giri | Tempo     | Griglia | Punti |
| ---- | -- | --------------------- | ---------------------------------------- | ------------------ | ---- | --------- | ------- | ----- |
| 1º   | 95 | Scott Deroue          | Kawasaki Motoport                        | Kawasaki Ninja 400 | 10   | 22'37.924 | 8º      | 25    |
| 2º   | 17 | Koen Meuffels         | Kawasaki Motoport                        | Kawasaki Ninja 400 | 10   | +0.010    | 16º     | 20    |
| 3º   | 88 | Bruno Ieraci          | Kawasaki GP Project                      | Kawasaki Ninja 400 | 10   | +0.239    | 2º      | 16    |
| 4º   | 18 | Manuel González       | Kawasaki ParkinGO                        | Kawasaki Ninja 400 | 10   | +0.523    | 4º      | 13    |
| 5º   | 1  | Ana Carrasco          | Kawasaki Provec                          | Kawasaki Ninja 400 | 10   | +0.610    | 1º      | 11    |
| 6º   | 71 | Tom Edwards           | Kawasaki ParkinGO                        | Kawasaki Ninja 400 | 10   | +0.935    | 3º      | 10    |
| 7º   | 55 | Galang Hendra Pratama | Semakin Di Depan Biblion Motoxracing     | Yamaha YZF-R3      | 10   | +1.840    | 5º      | 9     |
| 8º   | 25 | Andy Verdoïa          | BCD Yamaha MS Racing                     | Yamaha YZF-R3      | 10   | +6.287    | 12º     | 8     |
| 9º   | 64 | Hugo De Cancellis     | Trasimeno Yamaha                         | Yamaha YZF-R3      | 10   | +8.639    | 11º     | 7     |
| 10º  | 66 | Dion Otten            | MTM Racing                               | Kawasaki Ninja 400 | 10   | +19.463   | 19º     | 6     |
| 11º  | 10 | Unai Orradre          | BCD Yamaha MS Racing                     | Yamaha YZF-R3      | 10   | +19.477   | 14º     | 5     |
| 12º  | 69 | Jeffrey Buis          | MTM Racing                               | Kawasaki Ninja 400 | 10   | +19.478   | 6º      | 4     |
| 13º  | 46 | Samuel Di Sora        | Flembbo Leader                           | Kawasaki Ninja 400 | 10   | +19.481   | 24º     | 3     |
| 14º  | 64 | Kevin Sabatucci       | Trasimeno Yamaha                         | Yamaha YZF-R3      | 10   | +19.502   | 23º     | 2     |
| 15º  | 22 | Mykyta Kalinin        | Nutec - RT Motorsports by SKM - Kawasaki | Kawasaki Ninja 400 | 10   | +19.690   | 15º     | 1     |
| 16º  | 36 | Beatriz Neila         | BCD Yamaha MS Racing                     | Yamaha YZF-R3      | 10   | +20.093   | 18º     |       |
| 17º  | 41 | Jan-Ole Jähnig        | Freudenberg KTM Junior                   | KTM RC 390 R       | 10   | +20.509   | 13º     |       |
| 18º  | 27 | Filippo Rovelli       | Kawasaki ParkinGO                        | Kawasaki Ninja 400 | 10   | +20.549   | 20º     |       |
| 19º  | 23 | Paolo Giacomini       | Kawasaki GP Project                      | Kawasaki Ninja 400 | 10   | +39.434   | 21º     |       |
| 20º  | 45 | Muhammad Faerozi      | Semakin Di Depan Biblion Motoxracing     | Yamaha YZF-R3      | 10   | +40.118   | 22º     |       |
| 21º  | 90 | Dallas Daniels        | BCD Yamaha MS Racing                     | Yamaha YZF-R3      | 10   | +1'24.575 | 28º     |       |

#### Ritirati
| Nº | Pilota                   | Squadra                | Motocicletta       | Giri | Griglia |
| -- | ------------------------ | ---------------------- | ------------------ | ---- | ------- |
| 42 | Marc García              | DS Junior              | Kawasaki Ninja 400 | 9    | 7º      |
| 72 | Victor Steeman           | Freudenberg KTM Junior | KTM RC 390 R       | 6    | 10º     |
| 97 | Maximilian Kappler       | Freudenberg KTM        | KTM RC 390 R       | 3    | 25º     |
| 52 | Oliver König             | Freudenberg KTM        | KTM RC 390 R       | 1    | 9º      |
| 61 | Yuta Okaya               | DS Junior              | Kawasaki Ninja 400 | 0    | 26º     |
| 28 | Omar Bonoli              | Trasimeno Yamaha       | Yamaha YZF-R3      | 0    | 17º     |
| 39 | José Luis Pérez González | DS Junior              | Kawasaki Ninja 400 | 0    | 27º     |